# XMind
XMind — це вільне програмне забезпечення для проведення мозкового штурму та складання інтелект-мап.
Програма надає можливість користувачу фіксувати свої думки, організовувати їх у різні діаграми, використовувати ці діаграми разом з іншими користувачами. XMind підтримує інтелект-мапи (діаграми зв'язків), діаграми Ісікави (також відомі як причинно-наслідкові або fishbone діаграми), деревоподібні діаграми, таблиці. XMind сумісна з програмою FreeMind.
XMind зручно використовувати для управління знаннями, на нарадах, в управлінні завданнями, тайм-менеджменті.
Xmind ліцензована під двома відкритими ліцензіями: Eclipse Public License та GNU Lesser General Public License.
XMind Pro може експортувати свої документи у Microsoft Word, PowerPoint, PDF і Mindjet MindManager.
Інтелект-мапи та fishbone-діаграми створюються за допомогою клавіш Tab та Enter для створення нових пунктів та підпунктів. До діаграми можуть бути додані та змінені границі елементів, відношення між елементами, маркери, ярлики, текстові нотатки, посилання, аудіо-файли, графічні зображення. Також можуть бути докладені різні файли.

## Нагороди
XMind 2008 отримала звання «Best Commercial RCP Application» на EclipseCon 2008 [Архівовано 22 червня 2010 у Wayback Machine.].
Також XMind 3 отримала звання «The Best Project for Academia» на SourceForge.net Community Choice Awards.

## Версії
| Версії              | Дата релізу | Ліцензія            | Платформа                               | Мова                                                                         |
| ------------------- | ----------- | ------------------- | --------------------------------------- | ---------------------------------------------------------------------------- |
| XMIND 2007          | 2007-01-01  | Комерційна ліцензія | Mac OS X and Windows                    | китайська (спрощена)                                                         |
| XMIND 2007 Update 1 | 2007-04-16  | Комерційна ліцензія | Mac OS X and Windows                    | англійська, китайська (спрощена)                                             |
| XMIND 2008          | 2007-10-01  | Комерційна ліцензія | Mac OS X, Windows and Linux             | англійська, китайська (спрощена)                                             |
| XMIND 2008 v2.0.4   | 2007-11-04  | Комерційна ліцензія | Mac OS X, Windows and Linux             | англійська, китайська (спрощена)                                             |
| XMIND 2008 v2.1     | 2007-12-01  | Комерційна ліцензія | Mac OS X, Windows and Linux             | англійська, німецька, китайська (спрощена), китайська (традиційна)           |
| XMIND 2008 v2.2     | 2008-01-20  | Комерційна ліцензія | Mac OS X, Windows and Linux             | англійська, німецька, китайська (спрощена), китайська (традиційна)           |
| XMIND 2008 v2.3     | 2008-03-31  | Комерційна ліцензія | Mac OS X, Windows and Linux             | англійська, німецька, китайська (спрощена), китайська (традиційна)           |
| XMind v3.0          | 2008-11-14  | EPL and LGPL        | Mac OS X, Windows and Linux 32bit/64bit | англійська                                                                   |
| XMind v3.0.1        | 2008-12-15  | EPL and LGPL        | Mac OS X, Windows and Linux 32bit/64bit | англійська, німецька, китайська (спрощена), китайська (традиційна), японська |
| XMind v3.0.2        | 2009-03-21  | EPL and LGPL        | Mac OS X, Windows and Linux 32bit/64bit | англійська, німецька, китайська (спрощена), китайська (традиційна), японська |
| XMind v3.0.3        | 2009-04-29  | EPL and LGPL        | Mac OS X, Windows and Linux 32bit/64bit | англійська, німецька, китайська (спрощена), китайська (традиційна), японська |
| XMind v3.1.0        | 2009-11-23  | EPL and LGPL        | Mac OS X, Windows and Linux 32bit/64bit | англійська, німецька, китайська (спрощена), китайська (традиційна), японська |
| XMind v3.1.1        | 2009-12-04  | EPL and LGPL        | Mac OS X, Windows and Linux 32bit/64bit | англійська, німецька, китайська (спрощена), китайська (традиційна), японська |

## Eclipse-програма
XMind 3 створена на базі Eclipse Rich Client Platform 3.4 у ядрі і на базі Eclipse Graphical Editing Framework для форм редагування. Програма потребує Java Runtime Environment версії 5.0 або пізнішої.

## Формат файлів
XMind 3 зберігає документи в форматі XMIND Workbook. Тип файлів — .xmind, у той час як XMind 2008 використовує тип .xmap.
Документ XMind може складатися з декількох листів з діаграмами, як то зроблено у табличних процесорах.
На кожному листі можуть бути численні тези: центральна теза, під-тези та вільні тези. Кожен лист складається з однієї інтелект-мапи або fishbone-діаграми, таблиці.
Файл .xmind реалізує документ XMind ZIP-архівом, в якому містяться XML-файли, що визначають вміст, стиль, також PNG-зображення мініатюр, каталоги для доданих файлів. Формат файлів відкритий та базується на принципах відкритого формату документів.